# Magyar sóballa
A magyar sóballa (Suaeda pannonica) a szegfűvirágúak rendjének és disznóparéjfélék családjának endemikus magyar növényfaja. Egyéves növény. Virágzási ideje júliustól szeptemberig tart.

## Jellemzők
Általában 5–50 cm magas, erőteljes növekedésű, felálló, felemelkedő, heverő vagy bókoló hajtású, elágazó, pozsgás levelű növény. Levelei 10–30 mm hosszúak, 1–2 mm szélesek, tompa csúcsúak. A terméses lepel kétoldali részarányosságot mutat, a felső lepellevél megnagyobbodott, boltozatos. Porzóinak száma 1-4 darab, termése toktermés.

## Élőhely, életmód
A magyar sóballa a magyar alföld jellegzetes endemikus növénye. Előfordulási helyei a Kiskunság, Dél-Hortobágy, a Nyírség, a Kisalföld és a Mezőség érintetlen szikesei.

Klorid- és szulfát-tűrésének, illetve kedvelésének következtében, élőhelyéül leginkább az úgynevezett vakszikek szolgálnak, ahol más növénytársulások nem, vagy csak elvétve fordulnak elő. 
A vakszik már tavasszal kiszárad, és csak néhány növényfaj ad rajta csekély borítást.
A magyar sóballa, leggyakrabban rokonával, a sziki sóballával (Suaeda maritima) alkot társulást.

### A szikes talajokról
Kialakulásuk fő tényezője a nagyrészt alulról felfelé történő vízmozgás. A talaj felületéről a víz elpárolog, az oldható sók pedig visszamaradnak. Legtöbbször a nátrium sói szerepelnek, amelyek lúgos kémhatást okoznak. A humuszanyagok nátriummal vízoldékonnyá válnak, így kimosódhatnak. Eső után a barnás víz agyaggal együtt filmszerű réteget képez a felszínen, kiszáradva pedig ez felcserepesedik.

A vízgazdálkodás azért is rossz, mert a vízben feldúsult réteg elfolyósodik, nem ereszti át a levegőt, tehát előfordulhat, hogy alatta porszáraz marad a mélyebb rész. Nagyobb agyagtartalom esetén a vízellátás váltakozása erős duzzadással-zsugorodással jár. Ez a mozgás oszlopos szerkezetet alakít ki, az oszlopok belseje tömör, levegőtlen.

A szikesek növényei gyakran azonosak a tengerpartok sótűrő fajaival.
Sok esetben az oldott sók a felszínen kikristályosodnak, ennek legsúlyosabb formája a vakszik.

## Jellemző fajok
- Bárányparéj (Camphorosma annua)
- Magyar sóballa (Suaeda pannonica)
- Seprőparéj (Bassia sedoides)
- Sziki ballagófű (Salsola soda)
- Sziki őszirózsa (Aster tripolium subsp. pannonicus)
- Sziki útifű (Plantago maritima)
- Sziki sóballa (Suaeda maritima)
- Sziki zsázsa (Lepidium crassifolium)
- Sziksófű (Salicornia prostrata)[4][5]